# Tour Down Under 2011
13. edycja Santos Tour Down Under odbyła się w dniach 18–23 stycznia 2011 roku. Trasa tego australijskiego, sześcioetapowego wyścigu liczyła 758 km. Wyścig rozpoczął się w Mawson Lakes. Meta zaplanowana została w Adelaide. Był to pierwszy wyścig należący do cyklu UCI World Tour 2011, najwyższej kategorii szosowych wyścigów kolarskich.
Zwyciężył kolarz gospodarzy Cameron Meyer, dla którego było to pierwsze zwycięstwo w tym wyścigu. Kolarze polscy nie startowali.

## Etapy
| Etap | Data        | Start – meta            | Długość [km] | Zwycięzca etapu   | Lider         |
| 1.   | 18 stycznia | Mawson Lakes – Angaston | 138          | Matthew Goss      | Matthew Goss  |
| 2.   | 19 stycznia | Tailem Bend – Mannum    | 146          | Ben Swift         | Robbie McEwen |
| 3.   | 20 stycznia | Unley – Stirling        | 129          | Michael Matthews  | Matthew Goss  |
| 4.   | 21 stycznia | Norwood – Strathalbyn   | 124          | Cameron Meyer     | Cameron Meyer |
| 5.   | 22 stycznia | McLaren Vale – Willunga | 131          | Francisco Ventoso | Cameron Meyer |
| 6.   | 23 stycznia | Adelaide                | 90           | Ben Swift         | Cameron Meyer |

## Klasyfikacja generalna
| Poz. | Zawodnik          | Drużyna            | Czas        |
| ---- | ----------------- | ------------------ | ----------- |
| 1    | Cameron Meyer     | Garmin-Cervélo     | 17h 54' 27" |
| 2    | Matthew Goss      | Team HTC-High Road | + 2"        |
| 3    | Ben Swift         | Team Sky           | + 8"        |
| 4    | Michael Matthews  | Rabobank           | + 9"        |
| 5    | Laurens ten Dam   | Rabobank           | + 10"       |
| 6    | Francisco Ventoso | Team Movistar      | + 17"       |
| 7    | André Greipel     | Omega Pharma-Lotto | + 26"       |
| 8    | Blel Kadri        | Ag2r-La Mondiale   | + 26"       |
| 9    | Allan Davis       | Team Astana        | + 27"       |
| 10   | Luke Roberts      | UniSA              | + 28"       |